# Veliko nižavje
Veliko nižavje ali Velika planjava ali Velika nižina (angleško Great Plains) je ravnina ali prerija v srednjem in zahodnem delu Severne Amerike. Prekriva jo stepa ali travišča.
Zahodna meja je Skalno gorovje. Na vzhodu Velike nižine travišča postanejo visoka travišča porečja reke Mississippi. Prerija je (v celoti ali delno) v enajstih ameriških zveznih državah in v južnih delih treh kanadskih provincah.
Na Velikih nižinah so poletja vroča in vlažna, zime pa hladne. Bizonov je bilo nekoč na milijone in so bili glavna hrana za ljudi na teh področjih. Zdaj je območje posejano predvsem z žitaricami, ki hranijo živino in ljudi.